# Karl von Restorff
Karl von Restorff (* 18. Juni 1871; † 9. Februar 1946) war ein deutscher Konteradmiral der Kaiserlichen Marine.

## Leben

### Herkunft
Karl von Restorff war ein Sohn von Wilhelm von Restorff (* 1838) und Fanny, geb. Kneeland (* 1840).

### Militärische Laufbahn
Karl von Restorff trat im April 1888 in die Kaiserliche Marine ein. Am 16. Juli 1894 wurde er zum Leutnant zur See befördert und kam später im Jahr auf die Prinzeß Wilhelm. Anfang des Folgejahres wurde er von hier auf die Hagen, von dort als Kompaniechef zur I. Torpedoabteilung und später auf die Möwe kommandiert. Als Erster Offizier war er im September/Oktober 1906 in Vertretung Kommandant der Kaiser Wilhelm II. Später wurde er von Oktober 1908 bis September 1911 Chef der I. Torpedobootsflottille und gleichzeitig Kommandant des 1. Abteilung der I. Torpedo-Division. Anschließend übernahm er bis Mai 1913 die Emden. Am 18. November 1912 war er in dieser Position zum Kapitän zur See befördert worden.

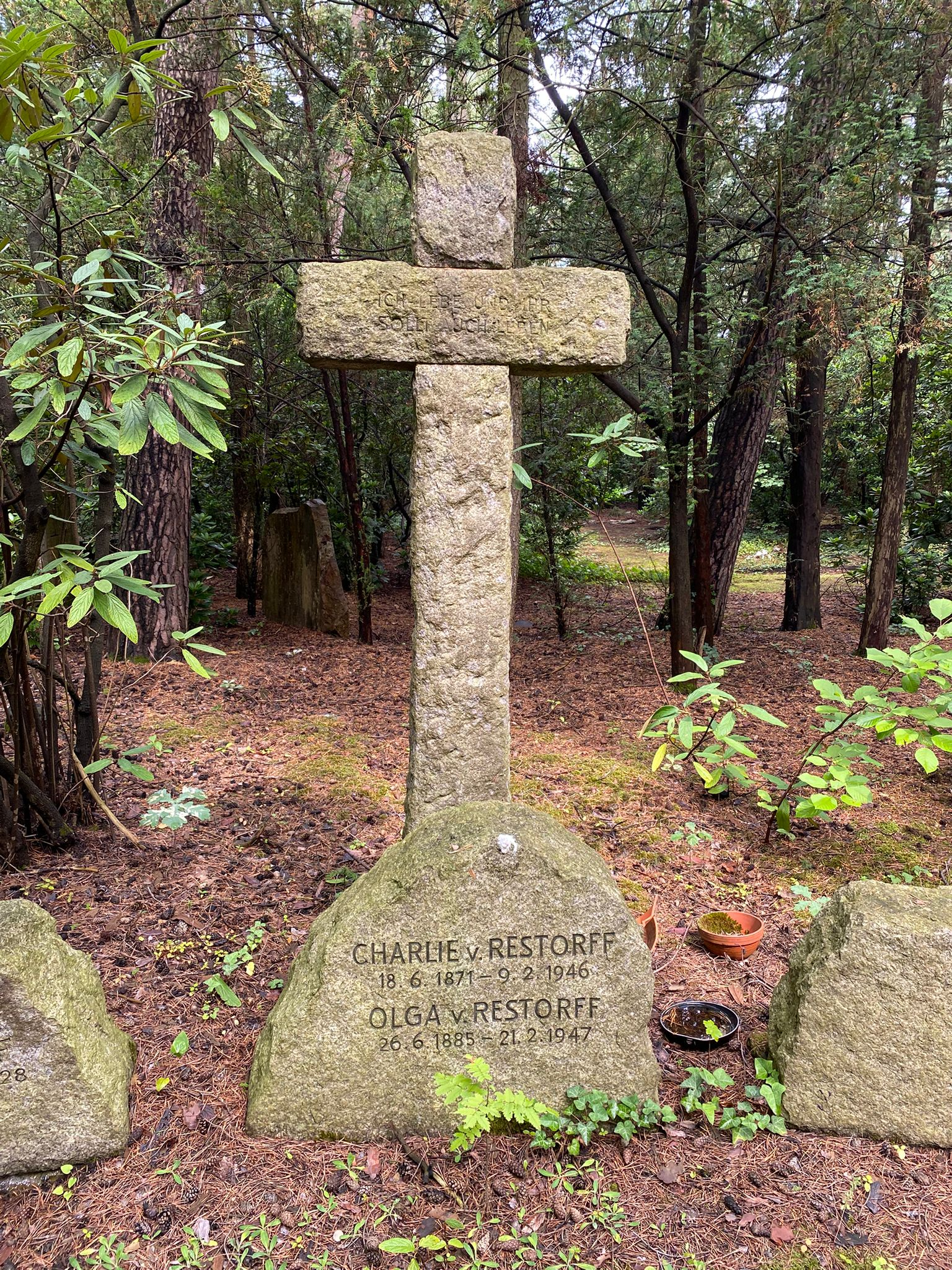
Grabstätte auf dem Parkfriedhof Lichterfelde

Von September 1913 bis August 1914 war er Abteilungschef im Marinekabinett und übernahm mit der Indienststellung am 10. August 1914 die Graudenz. Am 8. September 1914 gab er mit dem Ende der Erprobung das Kommando wieder ab. Restorff wurde II. Führer der Torpedoboote und behielt die Position bis 28. Oktober 1915. Zeitgleich war er bis Januar 1915 mit der Führung der IV. Aufklärungsgruppe der Hochseeflotte beauftragt. Ab November 1915 war er bis Dezember 1918 wieder Abteilungschef im Marinekabinett und war auch Stellvertretender Chef des Marinekabinetts.
Am 11. August 1919 wurde er mit dem Charakter als Konteradmiral aus der Marine verabschiedet.
Von 1934 bis zu seinem Tod war er Vorsitzender des Deutschen Evangelischen Seemannsmission.
Seine letzte Ruhestätte erhielt Karl von Restorff auf dem Parkfriedhof Lichterfelde.